# Swordigo
Swordigo é um jogo de plataforma de ação e aventura, lançado em 2012, desenvolvido pelo estúdio indie finlandês Touch Foo. O jogo apresenta semelhanças com Zelda II: The Adventure of Link, Metroid e Castlevania: Symphony of the Night.

## Jogabilidade
Swordigo é um jogo de ação e aventura de rolagem lateral em que o jogador pode correr, pular, empunhar uma espada e lançar feitiços mágicos. Ao derrotar inimigos, o jogador ganha pontos de experiência; ao subir de nível, pode escolher aprimorar um de seus atributos: saúde, poder de ataque ou magia. Durante a jogada, é possível encontrar novos itens e equipamentos que aumentam o poder do personagem e concedem novas habilidades – como bombas que destroem determinadas paredes ou feitiços que ativam botões e atingem inimigos.
O jogo também permite a compra de itens em lojas localizadas em vilarejos e outros locais, utilizando moedas obtidas ao derrotar inimigos, cortar plantas, destruir caixas e quebrar vasos. Armas e armaduras têm um papel essencial: o dano causado depende da arma equipada, e a quantidade de corações (vida) pode ser aumentada com o uso de armaduras. O jogador pode acessar o mapa a qualquer momento, que exibe sua localização atual e as áreas já exploradas. Além disso, portais espalhados pelo mundo permitem retornar rapidamente a regiões visitadas anteriormente.

## Enredo
A história do jogo começa com um jovem protagonista, de nome desconhecido, que acorda de um sonho perturbador envolvendo a morte de seu mestre. Ao sair de casa e explorar a floresta, ele encontra o corpo de seu mestre e lê uma mensagem deixada por ele, alertando sobre a ameaça de criaturas sombrias conhecidas como Corruptores. Em seguida, o jovem é atacado por um desses inimigos e fica inconsciente.
Após despertar, é enviado pelo ancião de sua aldeia em uma jornada para encontrar a Mageblade, uma espada mágica capaz de destruir os Corruptores. Durante sua missão, o protagonista é guiado pelo espírito de seu mestre, que o orienta pelo caminho correto. Eventualmente, ele chega à masmorra onde a Mageblade costuma ser guardada, mas lá encontra o mesmo Corruptor responsável pela morte de seu mestre. Ao derrotá-lo, obtém o primeiro fragmento da espada.
O herói continua sua jornada, adquirindo novos feitiços mágicos e reunindo os fragmentos restantes da Mageblade. Após reconstruí-la, ele é confrontado uma última vez pelo espírito de seu mestre, que o envia para outra dimensão alternativa chamada Fortaleza do Fim do Mundo. Lá, enfrenta uma versão corrompida de si mesmo luta, o Mestre do Caos, líder dos Corruptores. Após derrotá-lo, o jogo encerra com um epílogo que revela que o herói se tornou guarda real do Rei de Florennum – uma cidade apresentada durante o jogo –, mas eventualmente retornou à sua vida pacata em sua vila natal.

## Recepção
Swordigo recebeu críticas geralmente positivas, alcançando a pontuação de 86/100 no Metacritic. O site AppSpy concedeu nota máxima (5/5), destacando sua "jogabilidade curta, mas incrivelmente viciante", bem como sua "apresentação deslumbrante e trilha sonora maravilhosa". O TouchArcade atribuiu 4,5 estrelas de 5 estrelas ao jogo, afirmando que o jogador "não deve buscar uma história original – Swordigo vai muito além de apenas fazer acenos a Link e sua turma", mas concluiu que, apesar de a TouchFoo explorar um terreno familiar, "faz isso com grande competência". O Pocket Gamer avaliou o título com 8/10, escrevendo: "Se você é fã de RPGs de ação como Zelda, da Nintendo (especificamente a versão de rolagem lateral do NES Adventure of Link), então Swordigo quase certamente conquistará um espaço em seu coração", embora tenha criticado os gráficos apontado que sua "única reclamação real é que o visual poderia ser melhor." Já a Gamezebo atribuiu 4 de 5 estrelas ao jogo, criticando sua apresentação como "altamente derivada" e afirmando que "os personagens não são memoráveis, tampouco as regiões que se destacam", mas elogiou a experiência geral, concluindo que "aqueles familiarizados com o estilo de plataforma 'Metroidvania' se sentir confortável com o estilo de plataforma “Metroidvania” se sentirão em casa aqui".